# قائمة مواقع التراث العالمي في دول مجلس التعاون الخليجي
تتضمن هذه القائمة مواقع التراث العالمي في دول مجلس التعاون الخليجي (السعودية- قطر- الإمارات العربية المتحدة- سلطنة عمان- البحرين.....)، وقد تم ترتيب هذه المواقع وفقًا لتاريخ تسجيل كل منها.

## القائمة:
قائمة مواقع التراث العالمي في دول مجلس التعاون الخليجي حسب تاريخ التسجيل.

## 1987 (الدورة 11)المستضيف:فرنسا
| الدولة     | اسم الموقع | النوع | رقم التسجيل | صورة | الوصـــــــــــــــــــــــــــــــف |
| ---------- | ---------- | ----- | ----------- | ---- | --- |
| سلطنة عمان | قلعة بهلاء | ثقافي | 433         |      | تقع قلعة بهلاء في ولاية بهلاء بمحافظة الداخلية بسلطنة عمان فوق تلة مرتفعة وسط واحة النخيل وتضم قلعة بهلاء، والتي أدرجت ضمن مواقع التراث العالمي منذ العام 1987، واحة بهلاء بأسواقها التقليدية، وحاراتها القديمة، ومساجدها الأثرية، وسورها الذي يبلغ طوله ما يقارب الـ 13 كيلومتراً، ويعود تاريخ بنائه إلى فترة ما قبل الإسلام، بحسب موقع وزارة السياحة العمانية. ويعود تاريخ تشييد قلعة بهلاء إلى الألف الثالث قبل الميلاد، ما يعني بأنها عاصرت العديد من الحضارات القديمة المختلفة. |

## 1988 (الدورة 12)المستضيف:البرازيل
| الدولة     | اسم الموقع                           | النوع | رقم التسجيل | صورة | الوصـــــــــــــــــــــــــف |
| ---------- | ------------------------------------ | ----- | ----------- | ---- | --- |
| سلطنة عمان | المواقع الأثرية في بات والخطم والعين | ثقافي | 434         |      | المواقع التاريخية في بات والخطم والعين هي مواقع مدرجة في قائمة التراث العالمي، وتقع في سلطنة عمان بمحافظة الظاهرة القريبة من حدود دولة الإمارات العربية المتحدة ، وتعتبر من المواقع الأثرية والتاريخية التي يعود تاريخها إلى الألفية الثالثة قبل الميلاد، أي نحو 5000 سنة، وهذه المواقع يطلق عليها (مقابر خلية النحل) وتقع إلى الشرق من عبري وهي مفتوحة للجمهور على مدار العام |

## 2000 (الدورة 24)المستضيف:استراليا
| الدولة     | اسم الموقع | النوع | رقم التسجيل | صورة | الوصـــــــــــــــــــف |
| ---------- | ---------- | ----- | ----------- | ---- | --- |
| سلطنة عمان | أرض اللبان | ثقافي | 1010        |      | تبرز أشجار اللبان في وادي دوكة، بالإضافة إلى آثار الواحة الصحراوية المتنقلة في شصر/وبار والمرافئ المرتبطة بخور روري والبليد. فقد ازدهرت تجارة اللبان بشكل واضح في هذه المنطقة خلال قرون عدة وكانت من أهم النشاطات التجارية في العالم القديم وفي القرون الوسطى. |

## 2005 (الدورة 29)المستضيف:جنوب أفريقيا
| الدولة  | اسم الموقع   | النوع | رقم التسجيل | صورة | الوصـــــــــــــــــــــف |
| ------- | ------------ | ----- | ----------- | ---- | --- |
| البحرين | قلعة البحرين | ثقافي | 1192        |      | تعد قلعة البحرين أو القلعة البرتغالية من أهم مناطق الجذب السياحي وأفضل معالم البحرين السياحية، ويعود تاريخ القلعة إلى القرن الرابع عشر الميلادي، ولكن تم توفير القلعة مع المباني الأخرى خلال العصور المختلفة مثل الحكم البرتغالي للبحرين. تقع القلعة في المنامة، عاصمة البحرين، في منطقة السيف على شاطئ البحر. وهي من أفضل الأماكن التي يرغب السياح في زيارتها بسبب أهميتها التاريخية والمعمارية. وتعد من أفضل معالم البحرين الأثرية وقد تم تضمينها في قائمة التراث العالمي لليونسكو. تقع قلعة البحرين المهيبة على بعد 10 دقائق فقط بالسيارة غرب المنامة، على تلة قديمة (تلال تم إنشاؤها بواسطة قرون من إعادة البناء الحضري)، وتطل على الخليج. بناها البرتغاليون في القرن السادس عشر، ويعتقد أنها عاصمة إمبراطورية دلمون القديمة. بينما تتجول في الأحافير الجوية للمباني السكنية والتجارية والعامة والعسكرية والدينية. ولا تنس أن البشر يسكنون هذا الموقع باستمرار منذ عام 2300 قبل الميلاد. |

## 2006 (الدورة 30)المستضيف:ليتوانيا
| الدولة     | اسم الموقع                   | النوع | رقم التسجيل | صورة | الوصــــــــــــــــــــــــــــــف |
| ---------- | ---------------------------- | ----- | ----------- | ---- | --- |
| سلطنة عمان | انظمة الري (الافلاج) في عمان | ثقافي | 1207        |      | تمثل أنظمة الري الخمسة المسجلة حوالي 000 3 نظام ري تستعمل حتى الآن في عُمان.(وتوصف أنها فريدة وذكية) ويعود أقدم بناء لها إلى حوالي 500 م، ولكن الأدلة الأثرية الأخيرة تشير إلى أنّ أنظمة الري كانت موجودة في المنطقة منذ 2500 ق م. يجلب هذا النظام في الري الماء من المصادر الجوفية، على مدى كيلومترات، كي يغذي الزراعة والسكان المقيمين. تتحكم في إدارة المياه وتوزيعها توزيعًا عادلاً وفاعلاً، في المدن والقرى، مفاهيمُ التعاون المتبادل والعيش المشترك، وهي تتبع الملاحظة الفلكية. وقد ضُم إلى الموقع عدد من أبراج المراقبة التي أقيمت لحماية أنظمة الري. وهي تعكس اعتماد الناس على الأفلاج. ويهدد انخفاض مستوى المياه الجوفية نظام الأفلاج، التي تقدم شكلاً متميزًا من استثمار الأرض لا يزال محافظا عليه حتى الآن. |

## 2008 (الدورة 32)المستضيف:كندا
| الدولة                   | اسم الموقع         | النوع | رقم التسجيل | صورة الموقع | الوصــــــــــــــــــــــف |
| ------------------------ | ------------------ | ----- | ----------- | ----------- | --- |
| المملكة العربية السعودية | الحجر (مدائن صالح) | ثقافي | 1293        |             | تقع مدينة الحِجر، أو كما اشتهرت بمدائن صالح، شمال غربي المملكة العربية السعودية، ويقال إنها كانت موطنا لقوم ثمود سكنها الأنباط (وهم مجموعة من القبائل العربية) قادمين من البتراء قبل 2000 سنة حتى انتهوا على أيدي الرومان عام 106 للميلاد، وهي من أهم حواضرهم بعد عاصمتهم البتراء. وفي عام 2008 سُجل الموقع ضمن قائمة مواقع التراث العالمي، ليصبح بذلك أول موقع أثري يتم تسجيله في السعودية |

## 2010 (الدورة 34)المستضيف:البرازيل
| الدولة   | اسم الموقع           | النوع | رقم التسجيل | صورة | الوصــــــــــــــــــــــــف |
| -------- | -------------------- | ----- | ----------- | ---- | --- |
| السعودية | حي الطريف في الدرعية | ثقافي | 1329        |      | حي الطُّرَيْف أحد أهم المواقع السياسية والجغرافية في المملكة العربية السعودية منذ نشأة الدولة السعودية الأولى. يقع الحي في قلب شبه الجزيرة العربية، وبالتحديد في الدرعية شمال غرب الرياض، إذ كان الحي أول عاصمة لأسرة آل سعود. يحمل حي الطُّريف الذي أُسس في القرن الخامس عشر الميلادي آثار الأسلوب المعماري النجدي الذي يتفرد به وسط شبه الجزيرة العربية، وتنامى في القرن الثامن عشر وبداية القرن التاسع عشر الدور السياسي والديني لحي الطريف وأضحى مركزًا لسلطة آل سعود وانتشار الإصلاح السلفي في الإسلام. يضم الحي آثار للكثير من القصور، فضلاً عن مدينة بُنيت على ضفاف واحة الدرعية. تم تسجيل موقع حي الطريف بالدرعية التاريخية ضمن قائمة التراث العمراني العالمي باليونسكو في عام 1431 هـ الموافق 2010م. |

## 2011 (الدورة 35)المستضيف:فرنسا
| الدولة                   | اسم الموقع                                             | النوع | رقم التسجيل | صورة | الوصـــــــــــــــــــــــــــف |
| ------------------------ | ------------------------------------------------------ | ----- | ----------- | ---- | --- |
| الإمارات العربية المتحدة | مواقع العين الثقافية (بدع بنت سعود - جبل حفيت- هيلي..) | ثقافي | 1343        |      | تشكل سلسلة من الملكيات التي تشهد على إقامة الإنسان في هذا المكان الصحراوي بشكل دائم منذ العصر الحجري الحديث مع وجود آثار ثقافية لفترة ما قبل التاريخ الجلي. وثمة آثار مرموقة منها قبور من الحجارة الدائرية ( 2500 سنة قبل الميلاد)، وهناك آبار ومجموعة كبيرة من الأبنية من الطوب الطيني: المباني السكنية، الأبراج، القصور والمباني الحكومية. من جهة أخرى، هيلي، فيها واحد من أقدم نظم الري واكثرها تعقيدا: الفلج، والذي يرقى إلى العصر الحديد. ولهذه المواقع خاصية بأنها توفر شهادة هامة على انتقال الجماعات في هذا المنطقة من العيش من الصيد والقنص والقطاف إلى مرحلة التوطن والتحضر. |

## 2012 (الدورة 36)المستضيف:روسيا
| الدولة  | اسم الموقع  | النوع | رقم التسجيل | صورة | الوصــــــــــــــــــــــــــــف |
| ------- | ----------- | ----- | ----------- | ---- | --- |
| البحرين | مسار اللؤلؤ | ثقافي | 1364        |      | في قلب المحرق، عاصمة البحرين السابقة، يرتبط موقع التراث العالمي “مسار اللؤلؤ: شاهد على اقتصاد جزيرة” بالإرث الفريد لعصر صيد اللؤلؤ في البحرين، من خلال العمارة والتراث الحضري لمدينة المحرق القديمة، فضلاً عن ثلاثة من مصائد اللؤلؤ “الهيرات” الموجودة في المياه الإقليمية الشمالية للبحرين. تستمر أعمال الحفظ في الموقع منذ عام ٢٠١١، وفي الوقت الحالي، يفتح للزوار كل من بيت النوخذة، مركز زوار مسار اللؤلؤ، مركز زوار بو ماهر وقلعة بو ماهر. يرجى الاطلاع على صفحة مسار اللؤلؤ لمزيد من المعلومات. |

## 2013 (الدورة 37)المستضيف:كمبوديا
| الدولة | اسم الموقع        | النوع | رقم التسجيل | صورة | الوصــــــــــــــــــــــف |
| ------ | ----------------- | ----- | ----------- | ---- | --- |
| قطر    | موقع قلعة الزبارة | ثقافي | 1402        |      | تعتبر الزبارة أكبر المواقع الأثرية والتراثية في قطر. وقد تم اختيارها في عام 2013 ضمن قائمة اليونسكو للتراث العالمي، وهي أفضل الأمثلة الباقية من المدن الخليجية التي كانت تعتمد على التجارة والغوص على اللؤلؤ خلال القرنين الثامن عشر والتاسع عشر. وعلى عكس المدن التي كانت قائمة في ذلك الوقت، استطاعت الزبارة الحفاظ على شكلها ومعالمها التقليدية رغم التطور الواسع الذي تشهده البلاد والمنطقة. |

## 2014 (الدورة 38)المستضيف:قطر
| الدولة                   | اسم الموقع             | النوع | رقم التسجيل | صورة | الوصــــــــــــــــــــــــــف |
| ------------------------ | ---------------------- | ----- | ----------- | ---- | --- |
| المملكة العربية السعودية | جدة التاريخية، باب مكة | ثقافي | 1361        |      | تم تأسيسها منذ القرن السابع الميلادي كميناء رئيسي لطرق التجارة في المحيط الهندي، والتي نقلت البضائع إلى مكة وكان أيضا بوابة للحجاج المسلمين إلى مكة، الذين وصلوا عن طريق البحر كان لهاتين الوظيفتين دوراً كبيراً بجعل مدينة جدة مركزاً مزدهراً للثقافات، يتميز بتقاليده معمارية، بما في ذلك المنازل البرجية التي بنيت في أواخر القرن التاسع عشر من قبل النخبة التجارية في المدينة، وجمعت بين تقاليد بناء الشعاب المرجانية في البحر الأحمر مع عدة حرف من طرق التجارة |

## 2015 (الدورة 39)المستضيف:ألمانيا
| الدولة                   | اسم الموقع                   | النوع | رقم التسجيل | صورة | الوصـــــــــــــــــــــــــف |
| ------------------------ | ---------------------------- | ----- | ----------- | ---- | --- |
| المملكة العربية السعودية | الفنون الصخرية في منطقة حائل | ثقافي | 1472        |      | يتألف هذا الممتلك التسلسلي من موقعين صحراويين يوجد بهما جبل أم سنمان في جبة وجبال المنجور وراطا في الشويمس. أما سلسلة مرتفعات أم سنمان فهي تشرف على بحيرة من المياه العذبة لم يبق منها أثر في الوقت الراهن كانت توفر المياه للناس وللحيوانات في الجزء الجنوبي من صحراء النفود الكبرى. وقد ترك أسلاف الجماعات السكانية العربية الحالية آثاراً تدل على تواجدهم، وذلك في العديد من ألواح النقوش الصخرية والكثير من النقوش الأخرى. وتؤلف جبال المنجور وراطا منحدرات صخرية لواد تغطيه الرمال في الوقت الحاضر ويمثل عدداً كبيراً من الأشكال الآدمية والحيوانية يمتد تاريخها إلى 10000 سنة. |

## 2018 (الدورة 42)المستضيف:البحرين
| الدولة                   | اسم الموقع          | النوع    | رقم التسجيل | صوؤة | الوصــــــــــــــــــــــــــف |
| ------------------------ | ------------------- | -------- | ----------- | ---- | --- |
| سلطنة عمان               | مدينة قلهات القديمة | Cultural | 1537        |      | يضم الموقع، الموجود على الساحل الشرقي لسلطنة عُمان، مدينة قلهات التاريخية التي تحدّها أسوار داخلية وخارجية، بالإضافة إلى مناطق تحتوي على قبور ضخمة أثرية خارج هذه الأسوار. وكانت المدينة ميناءً هاماً على الساحل الشرقي لشبه الجزيرة العربية، إذ تطور بين القرنين الحادي عشر والخامس عشر الميلادي، وذلك في فترة حكم أمراء هرمز. وتقدم المدينة اليوم شهادات أثرية فريدة على التبادلات التجارية بين الساحل الشرقي لشبه الجزيرة العربية وأفريقيا الشرقية والهند حتى الصين وجنوب شرق آسيا. |
| المملكة العربية السعودية | واحة الاحساء        | ثقافي    | 1563        |      | تضمّ واحة الأحساء، الواقعة في الجزء الشرقي من شبه الجزيرة العربية، مجموعة من المواقع مثل الحدائق وقنوات الري وعيون المياه العذبة والآبار وبحيرة الأصفر ومبان تاريخية ونسيج حضري ومواقع أثرية تقف شاهداً على توطن البشر واستقرارهم في منطقة الخليج منذ العصر الحجري الحديث حتى يومنا هذا. ويتمثل ذلك في الحصون التاريخية المتبقية والجوامع والينابيع والقنوات وغيرها من نظم إدارة المياه. وتعدّ واحة الأحساء أكبر واحات النخيل في العالم إذ يصل عدد أشجار النخيل فيها إلى 2،5 مليون شجرة. ويعد هذا المنظر الطبيعي الثقافي الفريد مثالاً استثنائياً على التفاعل بين البشر والبيئة المحيطة بهم. |

## 2019 (الدورة 43)المستضيف:أذربيجان
| الدولة  | اسم الموقع       | النوع | رقم التسجيل | صورة | الوصــــــــــــــــــــــــــــف |
| ------- | ---------------- | ----- | ----------- | ---- | --- |
| البحرين | تلال مدافن دلمون | ثقافي | 1542        |      | تتكوّن مدافن دلمون، التي شُيّدت بين عامي 2200 و1750 قبل الميلاد، من 21 موقعاً أثرياً تقع في الجزء الغربي من الجزيرة. تعد ستة من هذه المواقع مقابر تتألف من عشرات إلى عدة آلاف من المدافن، إذ يبلغ إجمالي عددها 11774 قبراً تتخذ شكل أبراج أسطوانية منخفضة. وتشمل المواقع الخمسة عشر الأخرى 17 مقبرة ملكية شُيّدت على شكل أبراج منفصلة مكونة من مستويين. وتقف هذه المدافن شاهداً على ازدهار حضارة دلمون في وقت مبكر في الألفية الثانية قبل الميلاد، إذ اكتسبت البحرين أهمية اقتصادية كمركز تجاري، الأمر الذي أتاح للسكان تطوير تقاليد دفن معقدة لجميع السكان. وتتميز هذه المدافن بخصائص فريدة من نوعها على مستوى العالم من حيث عددها وكثافتها وحجمها، وكذلك تفاصيل بناءها على غرار حجرات الدفن المجهزة بالأقبية. |

## 2021 (الدورة 44)المستضيف:الصين
| الدولة                   | اسم الموقغ         | النوع | رقم التسجيل | صورة | الوصـــــــــــــــــــــــــــــف |
| ------------------------ | ------------------ | ----- | ----------- | ---- | --- |
| المملكة العربية السعودية | منطقة حمى الثقافية | ثقافي | 1619        |      | تقع حمى في منطقة جبلية قاحلة في جنوب غرب المملكة العربية السعودية، وعلى أحد أقدم طرق القوافل القديمة التي كانت تعبر شبه الجزيرة العربية، وتتضمن منطقة حمى الثقافية مجموعة كبيرة من الصور المنقوشة على الصخور التي تصوِّر الصيد والحيوانات والنباتات وأساليب الحياة لثقافة امتدت على 7 آلاف عام دون انقطاع. وكان المسافرون والجيوش، الذين يحلُّون في المكان، على مرِّ العصور وحتى وقت متأخر من القرن العشرين، يتركون خلفهم الكثير من الكتابات والنقوش على الصخور التي بقي معظمها محفوظاً على حاله. وتأتي الكتابات على الصخور بعدة خطوط منها خط المسند والآرامي-النبطي والكتابة العربية الجنوبية والخط الثمودي والكتابة اليونانية والعربية. كما أنَّ هذا الموقع والمنطقة المحيطة به يذخران بآثار لم يجري التنقيب عنها بعد، وهي تتكون من أرجام وهياكل حجرية ومدافن وأدوات حجرية مبعثرة وآبار قديمة. ويقع هذا الموقع في أقدم محطة معروفة لتقاضي الرسوم وهي كائنة على أحد الطرق الهامة القديمة للقوافل، حيث توجد بئر حمى التي يرجع تاريخها إلى 3 آلاف عام مضى على الأقل، والتي لا تزال تعطي المياه العذبة حتى الآن. |

## 2023 (الدورة 45)المستضيف:المملكة العربية السعودية
| الدولة                   | اسم الموقع           | النوع | رقم التسجيل | صورة | الوصـــــــــــــــــــــــــــــــف |
| ------------------------ | -------------------- | ----- | ----------- | ---- | --- |
| المملكة العربية السعودية | محمية عروق بتي معارض | طبيعي | 1699        |      | تقع المحمية على طول الحافة الغربية للربع الخالي، وتُشكّل الصحراء الرملية المتصلة الوحيدة في آسيا الاستوائية، وأكبر بحرٍ رمليٍ متواصل على سطح الأرض. وتتميز المحمية بتنوع أنظمتها البيئية التي توفّر موائل طبيعية حيوية تجعلها مثالًا استثنائيًا للتطور البيئي والأحيائي المستمر لمجتمعات النباتات والحيوانات الفطرية، وتضم المحمية أكثر من 120 نوعًا من النباتات البرية الأصيلة، إضافةً إلى الحيوانات الفطرية المهددة بالانقراض التي تعيش في واحدة من أقسى البيئات على الكوكب الأرض، بما في ذلك القطيع الوحيد الحر من المها العربي في العالم، والظباء الجبلية، والرملية. |